# ديمتري نازاروف
ديمتري نازاروف (الروسية: Дмитрий Юрьевич Назаров) هو مذيع وممثل روسي (وحمل سابقاً جنسية الاتحاد السوفيتي)، ولد في 4 يوليو 1957 في روسيا. بدأ مشواره المهني سنة 1980، ومن الجوائز التي نالها فنان الشعب الروسي.

## أعمال

### أفلام
- (2006) الأمير فلاديمير

### مسلسلات
- الفيكسز

## جوائز
- وسام الصداقة الروسي
- فنان الشعب الروسي
- فنان الاستحقاق لروسيا الاتحادية [الإنجليزية]‏

## وصلات خارجية
- ديمتري نازاروف على موقع IMDb (الإنجليزية)
- ديمتري نازاروف على موقع روتن توميتوز (الإنجليزية)
- ديمتري نازاروف على موقع قاعدة بيانات الأفلام العربية
- ديمتري نازاروف على موقع ألو سيني (الفرنسية)
- ديمتري نازاروف على موقع ألو سيني (الفرنسية)
- ديمتري نازاروف على موقع ألو سيني (الفرنسية)
- ديمتري نازاروف على موقع قاعدة بيانات الفيلم (الإنجليزية)
- ديمتري نازاروف على موقع كينوبويسك (الروسية)